# Rhinoglena frontalis
Rhinoglena frontalis är en hjuldjursart som beskrevs av Ehrenberg 1853. Rhinoglena frontalis ingår i släktet Rhinoglena och familjen Epiphanidae. Inga underarter finns listade i Catalogue of Life.